# Triphyllozoon munitum
Triphyllozoon munitum är en mossdjursart som först beskrevs av Walter Douglas Hincks 1878.  Triphyllozoon munitum ingår i släktet Triphyllozoon och familjen Phidoloporidae. Inga underarter finns listade i Catalogue of Life.